# 勒塞尔涅
勒塞尔涅（法語：Le Cergne，法語發音：[lə sɛʁɲ]）是法国卢瓦尔省的一个市镇，属于罗阿讷区。

## 地理
勒塞尔涅（46°7'16"N, 4°18'23"E）面积5.93 平方千米，位于法国奥弗涅-罗讷-阿尔卑斯大区卢瓦尔省，该省份为法国中南部省份，北起顺时针与索恩-卢瓦尔省、罗讷省、伊泽尔省、阿尔代什省、上盧瓦爾省、多姆山省和阿列省接壤。
与勒塞尔涅接壤的市镇（或旧市镇、城区）包括：埃科什、阿尔桑日、屈安济耶、库尔、瑟沃兰日。

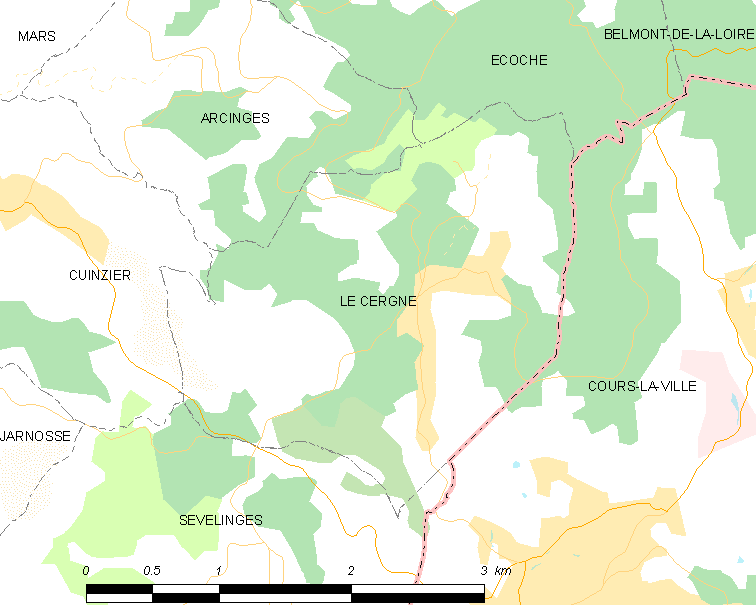
勒塞尔涅的OSM定位图

勒塞尔涅的时区为UTC+01:00、UTC+02:00（夏令时）。

## 行政
勒塞尔涅的邮政编码为42460，INSEE市镇编码为42033。

## 政治
勒塞尔涅所属的省级选区为沙尔略县。

## 人口

1962-2008年间勒塞尔涅人口变化图示

勒塞尔涅于2022年1月1日时的人口数量为614人。